# EuroBillTracker
EuroBillTracker er et websted med det formål at følge eurosedlers bevægelse rundt omkring i verden. Alle eurosedler har et unikt nummer, som indtastes på siden, hvorefter man kan se, hvor sedlen blev trykt og til hvilket land. Man kan også se om sedlen tidligere er blevet tastet ind et andet sted. Hjemmesiden blev oprettet i 2002 samtidig med, at euroen blev indført i flere EU-lande. Som følge af sidens voksende popularitet er der oprettet lokale interessegrupper, for personer som indtaster mange eurosedler. Der findes også lignende sider for amerikanske sedler, svenske sedler og engelske sedler.